# Goleba
Genre
Goleba est un genre d'araignées aranéomorphes de la famille des Salticidae.

## Distribution
Les espèces de ce genre se rencontrent en Afrique subsaharienne.

## Liste des espèces
Selon World Spider Catalog (version 18.0, 05/04/2017) :
- Goleba jocquei Szüts, 2001
- Goleba lyra Maddison & Zhang, 2006
- Goleba pallens (Blackwall, 1877)
- Goleba puella (Simon, 1885)
- Goleba punctata (Peckham, Peckham & Wheeler, 1889)

## Publication originale
- Wanless, 1980 : A revision of the spider genera Asemonea and Pandisus (Araneae: Salticidae). Bulletin of the British Museum (Natural History) Zoology, vol. 39, no 4, p. 213-257 (texte intégral).